# Tasos Antōnakīs
Anastasios Antōnakīs, detto Tasos (in greco Αναστάσιος "Τάσος" Αντωνάκης?; Atene, 9 febbraio 1992), è un cestista greco.